# Onesnaževalo
Onesnaževalo ali onesnažilo, tudi polutant, je snov ali energija, vnesena v okolje, ki ima neželene učinke ali pa negativno vpliva na uporabnost vira. Onesnaževalo lahko povzroči dolgo- ali kratkoročno škodo s spreminjanjem stopnje rasti rastlinskih ali živalskih vrst ali pa posega v človekovo udobje, zdravje ali vrednost nepremičnin. Nekatera onesnaževala so biorazgradljiva in zato ne bodo dolgo prisotna v okolju. Nekateri produkti razgradnje določenih onesnaževal so tudi sami onesnaževala, na primer snovi DDE in DDD, ki nastaneta ob razgradnji DDT.

## Različne vrste onesnaževal v okolju

### Nerazgradljiva onesnaževala
Nerazgradljiva onesnaževala so onesnaževala, ki jih okolje ne more sprejeti in predelati. To so npr. obstojne umetne kemikalije, plastike in težke kovine. Zaloge onesnaževal se kopičijo v okolju. Škoda, ki jo povzroči odlaganje in kopičenje onesnaževal, vedno preseže trenutno korist onesnaževala. Kvarno delovanje nerazgradljivega onesnaževala lahko traja več desetletij ali stoletij.

### Razgradljiva onesnaževala
Razgradljiva onesnaževala so tista, ki jih lahko narava oz. okolje predela sama, če niso presežene njene zmožnosti vpijanja. Tak je npr. ogljikov dioksid, ki ga absorbirajo rastline in oceani. Razgradljiva onesnaževala razpadejo ali se razredčijo v manj škodljive koncentracije.
Pomembnejša onesnaževala vključujejo naslednje skupine:
- težke kovine
- obstojna organska onesnaževala (POP)
- okoljsko obstojna farmacevtska onesnaževala (EPP]]
- policiklični aromatski ogljikovodiki
- hlapne organske spojine
- ksenobiotična onesnaževala

### Svetlobno onesnaženje
Svetlobno onesnaženje je učinek antropogene svetlobe na nočno nebo. Vključuje tudi ekološko svetlobno onesnaževanje, kar pomeni učinek umetne svetlobe na organizme in ekosisteme kot celoto.

## Območja vplivanja
Onesnaževala se lahko tako horizontalno kot vertikalno opredelijo tudi glede območja vpliva. Skladovna onesnaževala se ne uničijo, ampak pretvorijo v manj škodljive snovi ali razredčijo/razpršijo v neškodljivih koncentracijah.

### Horizontalno območje
Horizontalno območje se nanaša na območje, ki je poškodovano zaradi onesnaževala. Lokalna onesnaževala povzročajo škodo v bližini vira emisij. Regionalna onesnaževala še naprej povzročajo škodo v bližini vira emisij.

### Vertikalno območje
Vertikalna območja ločimo glede na onesnaževanje na tleh ali v ozračju. Površinska onesnaževala povzročajo škodo glede na koncentracijo onesnaževala, ki se nabira blizu površja. Globalna onesnaževala povzročajo škodo z visokimi koncetracijami v ozračju.

## Regulacija onesnaževal

### Mednarodno
Onesnaževala lahko prečkajo mednarodne meje, zato so za njihovo obvladovanje potrebni mednarodni predpisi. Mednarodnopravno zavezujoč sporazum za obvladovanje obstojnih organskih onesnaževal je Stockholmska konvencija o obstojnih ganskih onesnaževalih, ki je začela veljati leta 2004. Registri emisij in prenosa onesnaževal (Pollutant Release and Transfer Registers – PRTR) so sistemi za zbiranje in razširjanje informacij o okoljskih emisijah in prenosih strupenih kemikalij iz industrijskih in drugih objektov.

### Evropska unija
Funkcija Evropskega registra emisij onesnaževal (European pollutant emission register – EPER) je vrsta PRTR, ki zagotavlja dostop do podatkov o letnih emisijah industrijskih obratov v državah članicah Evropske unije ter na Norveškem.

### Združene države Amerike
V Združenih državah Amerike opredeljujejo dovoljene količine emisij z različnimi predpisi – Odločba o čistem zraku, National Ambient Air Quality Standards, Clean Water Act  in Resource Conservation and Recovery Act – za katere je odgovorna Agencija za varstvo okolja (Environmental Protection Agency – EPA). Postopke ravnanja z onesnaževali določa Zakon o ohranjanju in obnovi virov (Resource Conservation and Recovery Act – RCRA). 